# Shintotsukawa
Shintotsukawa (新十津川町?) è una cittadina giapponese della prefettura di Hokkaidō.